# Páduai Marsilius
Páduai Marsilius (latinul: Marsilius Patavinus, Marsilius Mainardinus de Padua, olaszul: Marsilio de Padova, Marsilio dei Mainardini), (Pádua, 1275 körül – München, 1342 körül) középkori itáliai teológus és filozófus. Dante harcostársa az autonóm világi hatalomért folytatott középkori invesztitúraharcban. Fő műve a Defensor Pacis (A béke védelmezője).

## Élete
Marsilius 1275 és 80 között született Pádovában. Valószínűleg orvostudományt tanult szülővárosában, majd Párizsba ment, ahol Arisztotelészt tanulmányozta. 1313-ban a párizsi egyetem rektora lett. 1324-ben írta meg fő művét, a Defensor Pacist (A Béke védelmezője). A pápaság politikai ellenfeleként Janduni Jánossal együtt IV. Lajos német-római császár udvarába volt kénytelen menekülni a császár eredménytelen itáliai hadjárata után. Leginkább Arisztotelész és Averroës hatott filozófiai műveire, mégpedig az ész és a hit elméleti szétválasztásának a politikára való alkalmazásában, azaz a spirituális és a világi, az egyházi és az állami ügyek szétválasztásában.

## A Defensor Pacis

### A középkori politikai gondolkodás
A középkori politikai gondolkodás legfőbb jellemzője, hogy mindennek az alapja a Biblia volt. Emiatt egyrészt a világi jelenségeket elsősorban analógiák, bibliai példák alapján akarták megérteni, másrészt pedig a hatalomgyakorlás elvileg alá volt rendelve az isteni parancsoknak. Ennek a középkori államtannak a kidolgozója Szent Ágoston volt. Isten államáról szóló művében elfogadta ugyan a világi közösség, az állam (civitas) létezését, mint szükséges rosszat – de annak működését alárendelte az egyháznak. Mint írja: az államot egy rablóbandától az különbözteti meg, hogy az állam biztosítja az isteni parancsok érvényesítését, segít olyan körülményeket teremteni, melyek előmozdítják az ember üdvözülését. Ágoston kidolgozta a keresztény szempontból jogos, igazságos háború fogalmát is- ennek értelmében csak a védekező háború igazságos, a béke megszegője egyébként isteni büntetéssel néz majd szembe,
Ezt a felfogást vitte tovább I. Gelasius pápa, aki egy, Anastasios császárhoz írt levelében kifejtette, hogy Bibliában olvasható történetben, Jézus 
elfogásának történetében szereplő két kard a világi és az egyházi hatalom 
allegóriája. "Dicsőséges császár, két olyan intézmény van, amely elsősorban kormányozza ezt a világot: az egyik a legfőbb papok megszentelt tekintélye, a másik pedig a királyi hatalom. A papok viselte teher annyiban nehezebb, amennyiben az Isten ítélőszéke előtt az embereken uralkodó királyokért is nekik kell számot adniuk. Hiszen jól tudod magad is, te legjámborabb fiunk, hogy ha az emberi nembeliek előtt jársz is méltóságoddal, azok előtt, akik az Isten dolgaiban elöljárók, magad is alázatosan meghajtod a fejedet, s te is tőlük várod saját üdvözülésed útját-módját, s az égi eredetű szentségek felvétele tekintetében, s azok illendőképpen való kiosztásában a vallás rendje szerint el kell ismerned azt, hogy neked kell magadat alájuk rendelned, s nem te állsz az ő élükön; egyszóval: ezekben a dolgokban te függsz az ő ítéletüktől, s nincs is szándékodban az, hogy te rendeld őket a saját akaratod alá." A pápa a klerikusok nagyobb felelőssége miatt mindkét kardot megkapta Istentől, de a világi hatalmat átengedte a császárnak – a világi hatalmat jelképező kardot emiatt Krisztus érdekében szabad csak forgatni, míg a lelki dolgok feletti hatalom a pápánál marad.
Ugyanezt képviselte a Donatio Constantini nevű, a VIII. században hamisított oklevél (a világi hatalom alá van rendelve az egyházi főségnek, a világi hatalom forrása a pápaság), valamint VII. Gergely pápa Dictatus Papae című programnyilatkozata. A császárok az invesztitúraharc során 
kísérletet tettek a világi hatalomnak az egyházitól való függetlenségének elnyerésére – ennek az invesztitúra-harcnak az utolsó felvonásába illeszkedett Marsilius Defensor Pacisa, valamint harcostársának, Danténak a De Monarchia (Az egyeduralomról) szóló műve.

### A Defensor Pacis az állam feladatairól
" A földön azonban ezt soha nem érhetjük el, az ember számára a teljes béke így csak a halál után jön el. Marsilius most szembeszáll ezzel a nézettel; amikor ő békéről beszél, akkor nem metafizikai békére, hanem csak az emberi társadalmon belüli pragmatikus békére utal, amely szerinte egyszerűen az állam egy állapota. A béke nála a társadalom jó működését jelenti. Marsilius szerint az európai békét elsősorban a pápák plenitudo potestatis (teljhatalmi) elmélete veszélyezteti, és innen ered a pádovai filozófus könyvének címe is: a béke védelmezője a pápák hatalmával szemben védi a társadalom békéjét. Figyelmet érdemel Marsiliusnak a polgárokról vallott felfogása is, amely szerint a civitas (itt: állam) célja az arisztotelészi jó élet, bene vivere. Ugyanakkor a jó életről Marsilius etikai megfontolások nélkül ír. Az állam feladata és célja, hogy az embereket ellássa az élethez szükséges dolgokkal. Mivel az állam feladatai tisztán világiak, így állami szempontból az egyháznak csak annyi szerepe lehet, amennyiben elősegíti az állam helyes működését. Amikor Marsilius az állam fölépítéséről beszél, kizárólag hasznossági szempontok vezetik. Az egyház mellett problematikussá válik a papok állami státusa is: Marsilius szerint csak annyiban érthető szerepük állami szempontból, amennyiben lojális polgárokat nevelnek. Marsilius voltaképpen megfogalmazza a nép szuverenitásának elvét is, amikor azt mondja, hogy az igazságos államforma az alárendeltek egyetértésén (consensus subditorum) alapul. Maga a nép vagy a polgárok összessége a törvényadó, és ezáltal a polgárok közössége lesz a politikai autoritás megalapozója. Összefoglalva a nép feladatait, Marsilius azt mondja, a népnek kell a törvényeket hozni, a kormányformát meghatározni, a kormányzókat megválasztani, a kormányzókat hatalommal felruházni – és szükség esetén mindezt átalakítani és megváltoztatni. Marsiliusnál a világ politikai alakításának egyetlen kritériuma végső soron csupán az emberi ész, s a legfőbb törvény nem más, mint a nép jóléte: salus populi suprema lex."
Marsilius Bajor Lajos itáliai hadjáratában egy pápai hatalomtól mentes császárság eljövetelének lehetőségét látta meg, ennek apropóján foglalta össze a világi hatalommal szembeni elvárásait. Ezen túlmenően azonban a pápai hatalomnak is meg próbálta húzni a határait-emiatt kijelentette, hogy a pápa felett az egyetemes zsinat áll. Ezzel Marsilius a zsinati mozgalom, az ún. konciliarizmus vezető alakja lett, hasonlóan a szintén párizsi egyetemi kancellár Jean Gersonhoz.

### Egyház és állam a késői középkorban
A császári hatalomnak végső soron sikerült magát függetlenítenie a pápaságtól az 1356-os Német Aranybullával, azonban ennek a választófejedelmeknek juttatott engedmények miatt a politikai széttagozódás lett az ára. A pápaság győzelme az invesztitúra-harcban szintén csak látszólagos volt: egyrészt a feltörekvő francia királyság befolyása alá került az avignoni fogság során, majd az azt követő nagy nyugati egyházszakadás, illetve a reneszánsz pápák uralma annyira megtépázta a tekintélyét, hogy a reformáció meg tudta dönteni a pápaság hitbéli egyeduralmát is.